# Kostel Þingeyrakirkja
Kostel Þingeyrakirkja je prvním kamenným kostelem na Islandu a je kulturní památkou Islandu od roku 1990.

## Poloha
Kostel stojí v Norðurland vestra v Húnaþingi mezi vodními plochami Hóp a Húnavatn, v blízkosti fjordu Húnafjörður a v blízkosti města Blönduós.

## Historie
V místě kostela v roce 1133 založil první islandský klášter s farmou biskup Holarské diecéze Jón Ögmundarson. Klášter existoval až do roku 1550. V letech 1864 až 1877 na vlastní náklady nechal postavit poslanec Ásgeir Einarssyn kamenný kostel. Čedičový kámen byl dopravován v letech 1864–1865 z osm kilometrů vzdálené lokality Nesbjorgu pomocí saní přes zamrzlou vodní plochu Hóp. Stavební práce provedl kameník Sverrir Runólfsson. Kapacita kostela je 150 věřících.

## Popis

### Exteriér
Kostel je orientovaná zděná stavba na půdorysu obdélníku (14,40 m × 8,23 m) s dvojbokým závěrem a hranolovou věží (půdorys 2,24 × 3,43 m) vsazenou do západního průčelí. Střecha kostela je sedlová, nad závěrem valbová. Věž má jehlanovou střechu. Krytinu od roku 1959 tvoří mosazný plech. V bočních stěnách kostela jsou prolomena čtyři okna a v závěru v každé stěně jedno. Okna jsou stejné velikosti i provedení. Jsou ukončená obloukem, vyrobená z litiny a každé má sto skleněných tabulek. Vstup vede podvěžím. Věž má v horní části v každé stěně okno s půlkruhovým zakončením. Nad vstupními dveřmi je kulaté okno. Vstupní portál má půlkulaté zakončení s bílou šambránou a nad dvoukřídlými dveřmi je půlkruhové okno. Stěny kostela jsou metr široké, z neomítaného hrubě opracovaného kamene.

### Interiér
Strop je valený s modrou výmalbou a se zlatými hvězdičkami (údajně tisíc hvězdiček). V kněžišti je oltář ze 14. století s oltářním dílem vyrobeným z alabastru. Kazatelna je u kněžiště na jižní straně, pochází z roku 1696 a daroval ji Lauritz Gottrup z Nizozemska. Naproti kazatelny je křtitelnice. V západní části je dřevěná kruchta s balustrádovým zábradlím a figurami dvanácti apoštolů. Uprostřed zábradlí pod obloukem je plastika Krista.

## Galerie

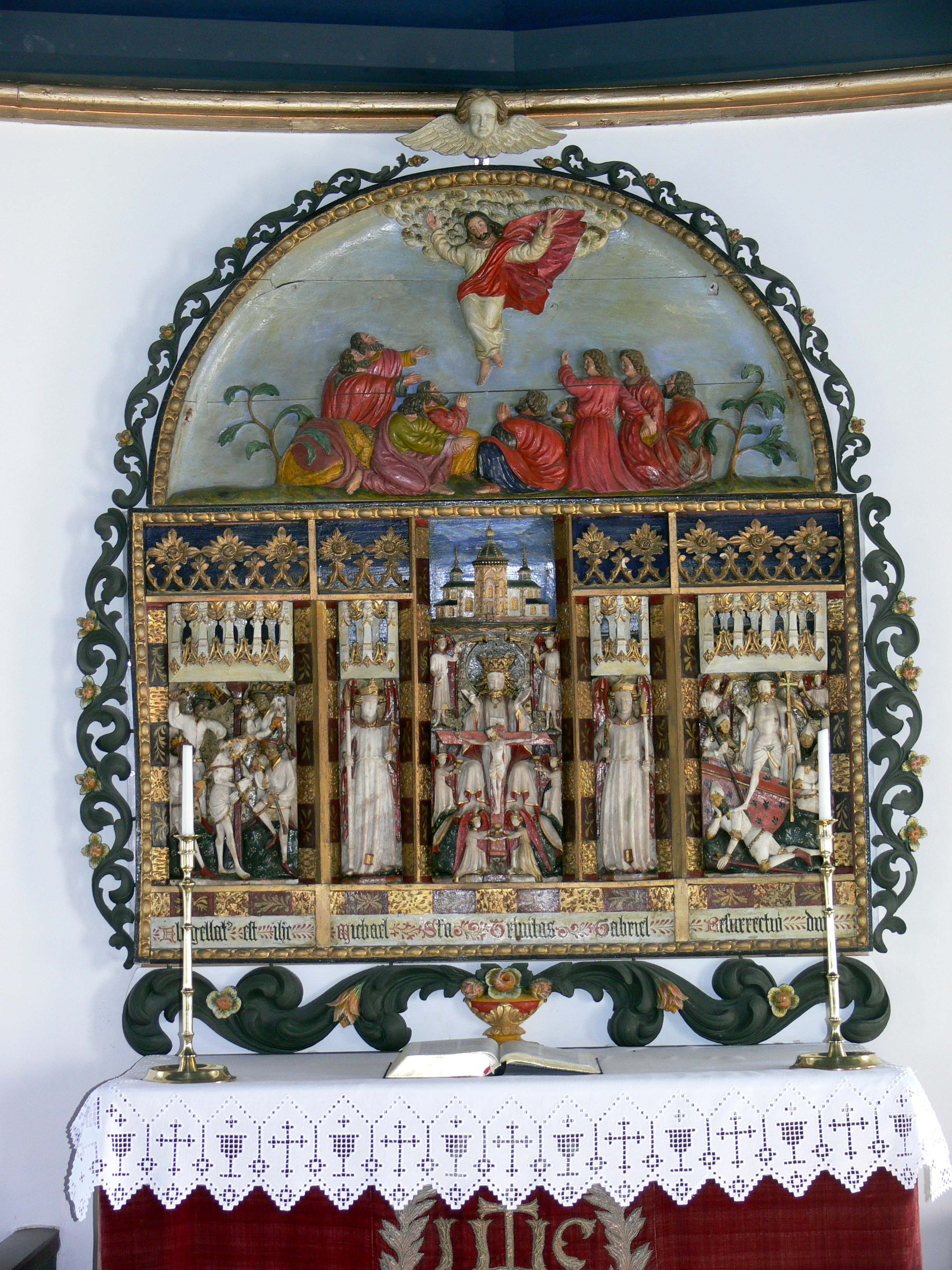
Oltář
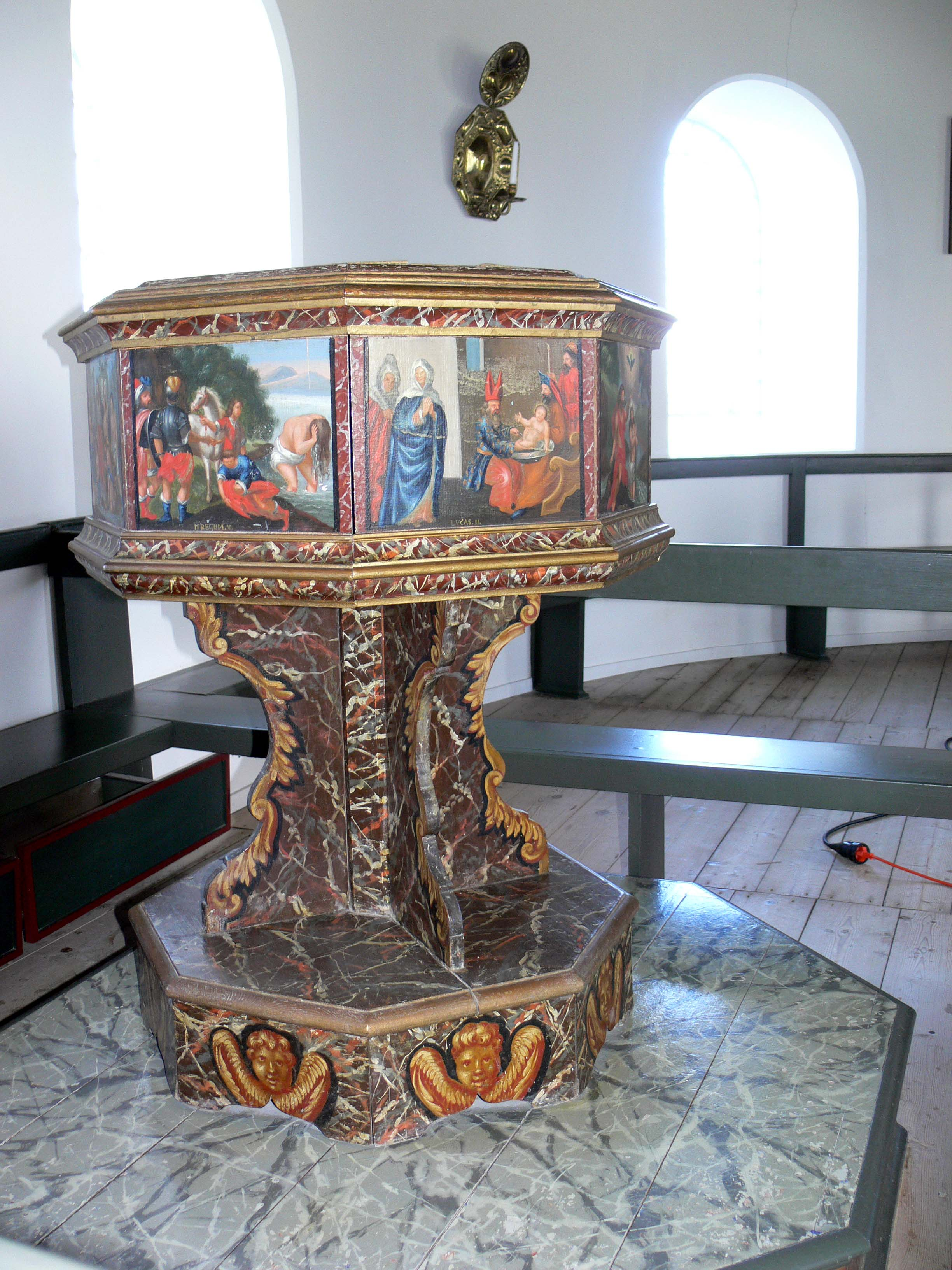
Křtitelnice
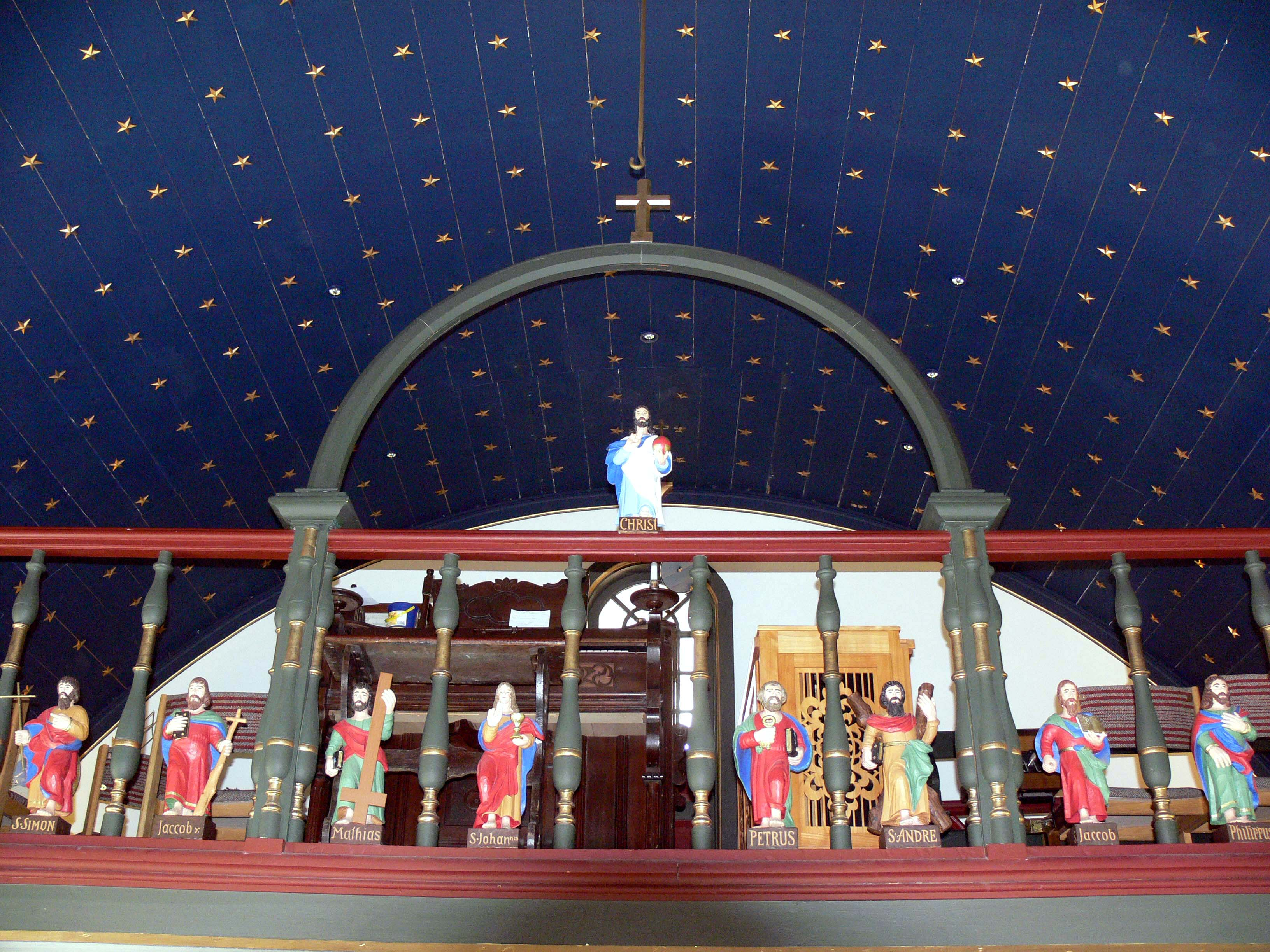
Balustráda kruchty